# Lieja-Bastoña-Lieja 1966
La Lieja-Bastogne-Lieja 1966 fue la 52.ª edición de la clásica ciclista Lieja-Bastoña-Lieja. La carrera se disputó el domingo 2 de mayo de 1966, sobre un recorrido de 253 km. El vencedor final fue el francés Jacques Anquetil (Ford France-Hutchinson) que consiguió el triunfo al imponerse con cuatro minutos de ventaja sobre los belgas Victor Van Schil (Mercier-Hutchinson-BP) y Willy In't Ven (Dr. Mann-Grundig), segundo y tercero respectivamente. 

## Clasificación final
| Posición | Ciclista         | Equipo                     | Tiempo   |
| -------- | ---------------- | -------------------------- | -------- |
| 1        | Jacques Anquetil | Ford France-Hutchinson     | 6h59'45" |
| 2        | Victor Van Schil | Mercier-Hutchinson-BP      | a 4'53"  |
| 3        | Willy In't Ven   | Dr. Mann-Grundig           | a 4'54"  |
| 4        | Walter Godefroot | Wiel's-Groene Leeuw-Gancia | a 5'04"  |
| 5        | Willy Planckaert | Romeo-Smiths               | a 5'24"  |
| 6        | Michele Dancelli | Molteni                    | s.t.     |
| 7        | Willy Bocklant   | Dr. Mann-Grundig           | s.t.     |
| 8        | Eddy Merckx      | Peugeot-Michelin-BP        | s.t.     |
| 9        | Joseph Huysmans  | Dr. Mann-Grundig           | s.t.     |
| 10       | Roger Swerts     | Coop-Hoonved               | s.t.     |